# Countdown to Evolution
『Countdown to Evolution』（カウントダウン・トゥ・エボリューション）は、2014年8月20日に日本コロムビアから発売されたMary's Bloodのアルバム及びメジャーデビュー作。

## 批評
激ロックの米沢彰は「アルバム全体をヘヴィなサウンドが支配しつつも、EYEのボーカルはキャッチーでツボを外さない構成の上手さを見せる。SAKIのテクニック満載のギター・ワークにRIOのメリハリのついたベース・ライン、MARIの手数の多いドラミングがいずれもガールズ・バンドの枠を超えたレベルでサウンドのクオリティを支えている。」と評した。
ヤングギターの早川洋介は「SAKIのギタープレイが実にフラッシーで、テクニカルに弾きまくり、アーミングやタッピングも交えてギター・ヒロイン然とした存在感を見せつける。起承転結を効かせながら、時に過剰なまでの猛攻具合がすこぶるカッコいい。本作を機にガールズ・バンド・シーンの台風の目となるだけでなく、より多くのメタルヘッズにアピールしていくはず。」と評した。

## 収録曲
1. Countdown to Evolution
作曲：EYE　編曲：Kenji Fuijsawa・Mary's Blood
2. Marionette
作詞：EYE　作曲：SAKI　編曲：Kenji Fuijsawa・Mary's Blood
3. XOXO-kiss&hug-
作詞：EYE　作曲：SAKI　編曲：Kenji Fuijsawa・Mary's Blood
4. Wings
作詞：EYE　作曲：SAKI　編曲：岡ナオキ・Mary's Blood
5. Campanula
作詞：EYE　作曲：SAKI　編曲：岡ナオキ・Mary's Blood
6. Paranoid Delusion
作詞・作曲：EYE　編曲：岡ナオキ・Mary's Blood
7. Coronation Day
作詞：EYE　作曲：SAKI　編曲：岡ナオキ・Mary's Blood
8. I, Lament
作詞：EYE　作曲：SAKI　編曲：Kenji Fuijsawa・Mary's Blood
9. Black★Cat
作詞・作曲：EYE　編曲：Kenji Fuijsawa・Mary's Blood
10. Promised Land
作詞：EYE　作曲：MARI　編曲：Kenji Fuijsawa・Mary's Blood